# Rivalen am reißenden Strom
Rivalen am reißenden Strom (Originaltitel: River Lady) ist ein US-amerikanischer Western aus dem Jahr 1948 von George Sherman mit Yvonne De Carlo, Dan Duryea und Rod Cameron in den Hauptrollen. Der Film wurde von Universal-International Pictures produziert und basiert auf dem 1942 veröffentlichten Roman River Lady von Houston Branch und Frank Waters.

## Handlung
Dan Corrigan arbeitet als Holzfäller in den Wäldern am Mississippi. Am Ende des Winters, wenn der Fluss nicht mehr zugefroren ist, transportieren die Holzfäller ihre Stämme flussabwärts zu den Sägewerken und besuchen dann die umliegenden Städte, um sich zu vergnügen. Die Einwohner sehen dem Frühling mit gemischten Gefühlen entgegen, da die raubeinigen Gesellen oft für Chaos und Ärger sorgen. 
Beauvais ist der Vorsitzende eines Syndikats, das das geschlagene Holz aufkauft. Er will die Sägemühle des in Schwierigkeiten steckenden H. L. Morrison kaufen. Seine Partnerin Sequin kommt mit dem Flussdampfer River Lady in New Orleans an, das zu einem schwimmenden Casino umgebaut wurde. Sequin ist in Dan verliebt, den sie ein halbes Jahr nicht gesehen hat. Sie will ihn heiraten und ihn in ihr Geschäft einbringen. Dan weigert sich jedoch, sie solle ihn akzeptieren, wie er sei, nicht wie sie ihn wünsche. Er weiß nicht, dass Sequin 49 % von Morrisons Sägemühle erworben hat, die er nun leiten soll. Morrison erzählt Dan, er biete ihm die Stellung aus Dankbarkeit an. Dan war im Hafen Morrison und dessen Tochter Stephanie zur Hilfe gekommen, als sie mit dem Holzfäller Swede in Streit gerieten.
Nachdem Dan das Angebot abgelehnt hat, kann Sequin ihn zu einer Pokerpartie überreden mit dem Job als ihren Einsatz. Dan verliert und muss die Stelle nun doch antreten. Innerhalb weniger Monate fährt Morrisons Sägemühle wieder Gewinne ein. Diesmal akzeptiert Dan Sequins Vorschlag zu heiraten. Als er jedoch von Stephanie erfährt, dass Sequin Anteile an der Mühle hält, löst er die Verlobung. Dan betrinkt sich und heiratet kurzerhand Stephanie. Um vom Holzsyndikat unabhängig zu bleiben, schließt sich Dan mit den unabhängigen Mühlenbesitzern der Umgegend zusammen. Beauvais und Sequin bieten den Holzfällern nun den doppelten Preis für ihre Stämme an. Dan wird von Beauvais und Swede zusammengeschlagen, als er interveniert. Sein bester Freund Mike Riley schlägt vor, mit Hilfe der Saloonbesitzerin Ma Dunnegan Holzfäller betrunken zu machen und die Männer dann in ihrem Rausch zu verpflichten.
Der Plan funktioniert und Dan kann die verkaterten Holzfäller überzeugen, für ihn zu arbeiten. Um eine Holzlieferung an Dan zu verhindern, verursacht Beauvais eine Stauung der Holzstämme. Mit seinen eigenen Männern greift er Dans Holzfäller an. Dan wird angeschossen, Beauvais stirbt bei der Sprengung der Barrikade. Dan erholt sich bei Ma Dunnegan von seinen Verletzungen. Sequin besucht ihn und versichert, nichts von Beauvais Plänen gewusst zu haben. Sie erkennt, dass Dan mittlerweile seine Frau aufrichtig liebt und verlässt die Stadt an Bord der River Lady. 

## Produktion

### Hintergrund
Gedreht wurde der Film von Ende Juli bis Ende August 1947 in den Universal-Studios in Universal City.
1941 erwarb der Produzent Frank Lloyd für 50.000 Dollar (2023: ca. 1 Million Dollar) die Rechte an dem von Houston Branch verfassten Romanentwurf von River Lady, der später von Frank Waters zu einem Roman ausgearbeitet wurde. Universal kaufte im April 1946 die Rechte an dem Roman.
Der im Film benutzte Flussdampfer wurde 1929 für den Stummfilm Showboat gebaut, der ebenfalls von Universal produziert wurde.

### Stab
Bernard Herzbrun und Emrich Nicholson oblag die künstlerische Leitung. Russell A. Gausman und Charlds Wyrick waren für das Szenenbild zuständig, Bud Westmore für das Maskenbild. Verantwortlicher Toningenieur war Leslie I. Carey.

### Besetzung
In kleinen nicht im Abspann erwähnten Nebenrollen traten Harold Goodwin, Charles Wagenheim und Robert J. Wilke auf. 

### Musik
Das Lied Louis Sands and Jim McGee wurde von Walter Schumann und Jack Brooks komponiert.

## Veröffentlichung
Die Premiere des Films fand am 20. Mai 1948 in New York statt. In der Bundesrepublik Deutschland kam er am 26. August 1952 in die Kinos.

## Synchronisation
Die deutschsprachige Version besetzte Dagmar Altrichter für Yvonne De Carlo und Hans Fitze für Dan Duryea.

## Kritiken
Das Lexikon des internationalen Films schrieb: „Konventionelles romantisches Abenteuerdrama vor historischem Western-Hintergrund.“
Die Filmzeitschrift Cinema befand: „Ein typisches Starvehikel für Yvonne De Carlo. Fazit: Mittelmäßiges Abenteuer als Starvehikel.“